# Omphacit
Das Mineral Omphacit, veraltet auch Omphazit geschrieben, ist ein eher selten vorkommendes Kettensilikat aus der Gruppe der Pyroxene innerhalb der Mineralklasse der „Silikate und Germanate“. Es kristallisiert mit monokliner Symmetrie und hat die vereinfachte Zusammensetzung (Ca,Na)(Mg,Fe,Al)[Si2O6]. Die in den runden Klammern angegebenen Elemente Calcium und Natrium beziehungsweise Magnesium, Eisen und Aluminium können sich in der Formel jeweils gegenseitig vertreten (Substitution, Diadochie), stehen jedoch immer im selben Mengenverhältnis zu den anderen Bestandteilen des Minerals.
Omphacit entwickelt nur selten grobe Kristalle bis etwa fünf Zentimeter Größe mit einem glasähnlichen Glanz auf den Oberflächen. Meist tritt er in Form unregelmäßiger, xenomorpher Körner oder massiger Mineral-Aggregate auf. Die durchscheinenden Kristalle sind von hell- bis dunkelgrüner Farbe, die in verschiedenen Quellen auch als gras- oder smaragdgrün beschrieben wird. Auf der Strichtafel hinterlässt Omphacit einen grünlichweißen Strich. Er ist ein Hauptbestandteil des Metabasits Eklogit.

## Etymologie und Geschichte
Eine erste Erwähnung des Minerals findet sich 1815 im Handbuch der Mineralogie von Christian August Siegfried Hoffmann, der es im Abschnitt zum „körnigen Strahlstein“ wie folgt beschrieb:

„Der körnige Strahlstein, welcher mit edlem Granate verwachsen ist und im Baireuthischen vorkomt, gehört nun nach Hrn. Werner’s neuesten Untersuchungen nicht mehr zum Strahlsteine, sondern bildet eine eigene neue Gattung, welche den Namen Omphazit, von Omphax erhalten hat. Im Ergänzungsbande dieses Handbuches werden wir diesen Omphazit näher betrachten.“

Zwei Jahre später wurde das Mineral von August Breithaupt in dem von ihm weitergeführten Werk Abraham Gottlob Werner’s letztes Mineral-System etwas genauer beschrieben. Unter anderem betont er dessen größere Härte gegenüber dem Strahlstein (Aktinolith) sowie die Vergesellschaftung mit Granat und mit Kyanit. Als Fundorte gibt Breithaupt Silberbach in der Gemeinde Konradsreuth (Landkreis Hof, Oberfranken, Bayern) und die Saualpe (Kärnten, Österreich) sowie als weiteres mögliches Vorkommen Zerhau nahe Freiberg in Sachsen an.
Breithaupt zufolge erhielt das Mineral durch Abraham Gottlob Werner in Anlehnung an dessen Farbe den Namen Omphazit nach dem altgriechischen Wort ὄμφαξ [omphax] für unreife Weintraube. Die Schreibweise wird allerdings in späteren mineralogischen Publikationen zu Omphacit korrigiert und setzte sich allgemein durch.
Als Typlokalität gilt ein ehemaliger Steinbruch bei Silberbach, allerdings werden in anderen Quellen zusätzlich noch Eklogitaufschlüsse bei Voigtsdorf (Dorfchemnitz) in Sachsen und die bereits genannte Saualpe in Österreich als Typlokalität genannt.
Das Typmaterial des Minerals wird in der Mineralogischen Sammlung der Technischen Universität Bergakademie Freiberg (TU-BA-Freiberg) unter der Sammlungsnummer 100568 / K 103 aufbewahrt.
Da der Omphacit bereits lange vor der Gründung der International Mineralogical Association (IMA) bekannt und als eigenständige Mineralart anerkannt war, wurde dies von ihrer Commission on New Minerals, Nomenclature and Classification (CNMNC) übernommen. Sie bezeichnet den Omphacit als sogenanntes „grandfathered“ (G) Mineral. Die seit 2021 ebenfalls von der IMA/CNMNC anerkannte Kurzbezeichnung (auch Mineral-Symbol) von Omphacit lautet „Omp“.

## Klassifikation
In der strukturellen Klassifikation der International Mineralogical Association (IMA) gehört Omphacit zusammen mit Aegirin-Augit zu den Ca-Na-Pyroxenen in der Pyroxengruppe.
In der veralteten 8. Auflage der Mineralsystematik nach Strunz gehörte der Omphacit zur Mineralklasse der „Silikate“ und dort zur Abteilung „Kettensilikate und Bandsilikate (Inosilikate)“, wo er gemeinsam mit Aegirin-Augit und Augit sowie dem inzwischen als Varietät von Diopsid diskreditierten Fassait in der „Augit-Reihe“ mit der Systemnummer VIII/D.01d innerhalb der Gruppe der Klinopyroxene steht.
Im zuletzt 2018 überarbeiteten Lapis-Mineralienverzeichnis, das sich im Aufbau noch nach der alten Form der Systematik von Karl Hugo Strunz richtet, erhielt das Mineral die System- und Mineralnummer VIII/F.01-100. In der Lapis-Systematik entspricht dies der Klasse der „Silikate“ und dort der Abteilung „Ketten- und Bandsilikate“, wo Omphacit zusammen mit Aegirin, Aegirin-Augit, Augit, Davisit, Diopsid, Esseneit, Grossmanit, Hedenbergit, Jadeit, Jervisit, Johannsenit, Kanoit, Klinoenstatit, Klinoferrosilit, Kosmochlor, Kushiroit, Namansilit, Natalyit, Petedunnit, Pigeonit, Spodumen und Tissintit die Gruppe der „Klinopyroxene“ mit der Systemnummer VIII/F.01 bildet.
Die von der International Mineralogical Association (IMA) zuletzt 2009 aktualisierte 9. Auflage der Strunz’schen Mineralsystematik ordnet den Omphacit in die Klasse der „Silikate und Germanate“ und dort in die Abteilung „Ketten- und Bandsilikate (Inosilikate)“ ein. Hier ist das Mineral in der Unterabteilung „Ketten- und Bandsilikate mit 2-periodischen Einfachketten Si2O6; Pyroxen-Familie“ zu finden, wo es zusammen mit Aegirin-Augit die „Ca-Na-Klinopyroxene, Omphacitgruppe“ mit der Systemnummer 9.DA.20 bildet.
In der vorwiegend im englischen Sprachraum gebräuchlichen Systematik der Minerale nach Dana hat Omphacit die System- und Mineralnummer 65.01.03b.01. Das entspricht der Klasse der „Silikate“ und dort der Abteilung „Kettensilikatminerale“. Hier findet er sich innerhalb der Unterabteilung „Kettensilikate: Einfache unverzweigte Ketten, W=1 mit Ketten P=2“ in der Gruppe „C2/c Klinopyroxene (intermediäre Klinopyroxene)“, in der auch Aegirin-Augit eingeordnet ist.

## Kristallstruktur
Omphacit kristallisiert monoklin in der Raumgruppe C2/c (Raumgruppen-Nr. 15) oder P2/n (Nr. 13, Stellung 2) mit den Gitterparametern a = 9,59 Å; b = 8,78 Å; c = 5,26 Å; β = 106,8° sowie vier Formeleinheiten pro Elementarzelle.

## Bildung und Fundorte

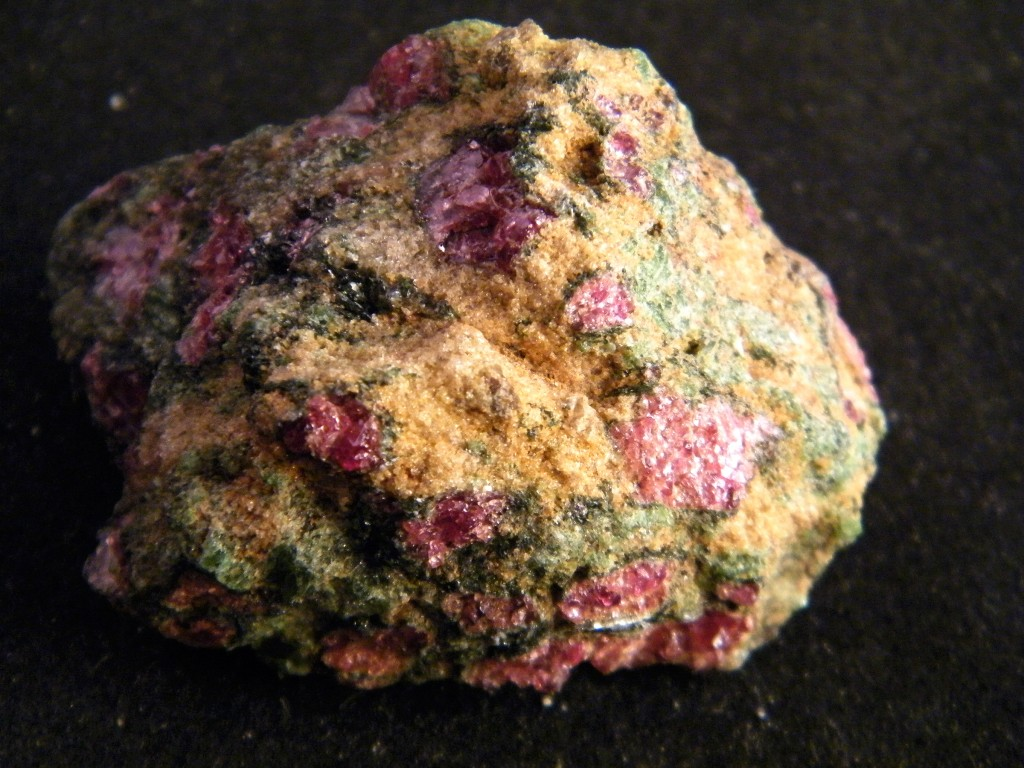
Omphacit (grün) und Almandin (rot) aus Nordfjord, Norwegen (Größe: 1,5″ × 1,5″ × 1,5″, entspricht 3,81 cm × 3,81 cm × 3,81 cm)

Omphacit bildet sich in basischen bis ultrabasischen, metamorphen Gesteinen wie dem Metabasit Eklogit, zu dessen Hauptbestandteilen er zählt. Dieser entsteht bei hohen Drücken ab ca. 10 kbar (entspricht ca. 35 km Tiefe) und mittleren bis hohen Temperaturen (500 bis 1000 Grad Celsius). Omphacit findet sich häufig auch in Kimberliten und Granuliten, aber auch in einigen Ophiolithen und glaukophanhaltigen Blauschieferfazien.
Als eher seltene Mineralbildung kann Omphacit an verschiedenen Fundorten zum Teil reichlich vorhanden sein, insgesamt ist er aber wenig verbreitet. Weltweit sind bisher rund 260 Vorkommen dokumentiert (Stand 2024). Als Begleitminerale treten in Eklogiten unter anderem Granat, Korund, Kyanit und Quarz, in Blauschiefern dagegen eher Epidot, Glaukophan, Hornblende und Skapolith, auf.
In Deutschland konnte Omphacit neben seiner Typlokalität Silberbach noch an mehreren Orten in der Münchberger Gneismasse in Bayern, in der Grube Clara bei Oberwolfach in Baden-Württemberg, am Nickenicher Weinberg in Rheinland-Pfalz sowie an mehreren Orten im sächsischen Erzgebirge gefunden werden.
In Österreich fand man das Mineral unter anderem am Hüttenberger Erzberg sowie an verschiedenen Fundorten in der Koralpe und Saualpe in Kärnten, bei Gansbach (Gemeinde Dunkelsteinerwald) und bei Altenburg in Niederösterreich, bei Krumbach (Gemeinde Eibiswald) und Wernersdorf in der Steiermark sowie im Sulztal (Stubaier Alpen) in Tirol.
In der Schweiz trat Omphacit bisher nur auf der Alpe Arami nahe der Gemeinde Gorduno im Kanton Tessin und am Allalinhorn (kurz Allalin) in der Gemeinde Saas-Almagell im Kanton Wallis auf.
Weitere Fundorte liegen unter anderem in Afghanistan, Australien, Brasilien, China, Frankreich, Griechenland, Guatemala, Indien, Italien, Japan, Lesotho, Kanada, Kolumbien, Kuba, Mexiko, Neukaledonien, Nigeria, Norwegen, Pakistan, Polen, Russland, Slowenien, Südafrika, Tschechien, Türkei, im Vereinigten Königreich (UK), in den Vereinigten Staaten von Amerika (USA) und in Venezuela.